# Мока (Екваторіальна Гвінея)
Мока — місто на острові Біоко в Екваторіальній Гвінеї. Місто названо на честь короля Бубі Моокати, або короля Моки, який правив з 1835 по 1845 рік і знову з 1875 по 1898 рік під час династії Бахітаарі.

## Географія
Місто розташоване на півдні острова Біоко, в провінції Біоко-Сур.

### Клімат
У місті вологий екваторіальний клімат.